# Amt Büren-Land
Das Amt Büren-Land war bis 1974 ein Amt im ostwestfälischen Kreis Büren in Nordrhein-Westfalen. Seine historischen Vorgänger waren die Herrschaft Büren im Hochstift Paderborn sowie der Kanton Büren.

## Vorgeschichte

### Die Herrschaft Büren
Die Herrschaft Büren war bis zu den Napoleonischen Kriegen eine Verwaltungseinheit im Hochstift Paderborn. Ihre Inhaber waren die Edelherren von Büren. Die Herrschaft umfasste die Stadt Büren sowie die Orte  Barkhausen, Eickhoff, Harth, Hegensdorf, Keddinghausen, Siddinghausen, Steinhausen, Weiberg und Weine.

### Der Kanton Büren
Nachdem das Gebiet des Hochstifts 1807 an das Königreich Westphalen gefallen war, wurden neue Verwaltungsstrukturen nach französischem Vorbild geschaffen; meistens ohne Berücksichtigung historischer Gebietsgrenzen. Zum Kanton Büren gehörten die Stadt Büren sowie die Gemeinden Ahden, Barkhausen, Brenken, Eickhoff, Harth, Hegensdorf, Keddinghausen, Siddinghausen, Steinhausen, Weiberg, Weine und Wewelsburg. Im Jahre 1810 hatte der Kanton Büren 5490 Einwohner. Der Kanton gehörte zum Distrikt Paderborn im Departement der Fulda des Königreichs und fiel 1813 an Preußen. 1816 wurden der Kanton dem neuen Kreis Büren zugeschlagen und bestand in diesem als Verwaltungsbezirk fort. Auch in den Folgejahren wurde der Verwaltungsbezirk manchmal noch als Kanton bezeichnet.

## Das Amt Büren
Im Rahmen der Einführung der westfälischen Landgemeinde-Ordnung von 1841 wurden aus den unterhalb der Kreisebene bestehenden Verwaltungsbezirken, sofern es sich nicht um Städte gemäß der revidierten Städteordnung handelte, Ämter gebildet. Im Kreis Büren wurde dadurch aus dem Kanton Büren das Amt Büren. Zum Amt gehörten zunächst alle Gemeinden des alten Kantons Büren. 1895 erhielt die Stadt Büren die westfälische Städteordnung und schied dadurch aus dem Amt Büren aus, das in der Folgezeit Amt Büren-Land genannt wurde.

## Das Amt Büren-Land
Im Amt Büren-Land, dessen Sitz sich in der Stadt Büren befand, wurde die Gemeinde Keddinghausen 1939 nach Hegensdorf eingemeindet. Das Amt umfasste seitdem elf Gemeinden. Die folgenden Daten stammen vom 31. Dezember 1973:
1. Ahden: 844 E, 10 km², 179 m ü. NN
2. Barkhausen: 154 E, 6 km², 331 m ü. NN
3. Brenken: 1.948 E, 27 km², 201 m ü. NN
4. Eickhoff: 111 E, 8 km², 332 m ü. NN
5. Harth: 997 E, 18 km², 349 m ü. NN
6. Hegensdorf: 858 E, 15 km², 265 m ü. NN
7. Siddinghausen: 925 E, 10 km², 303 m ü. NN
8. Steinhausen: 2.221 E, 14 km², 240 m ü. NN
9. Weiberg:  617 E, 5 km², 350 m ü. NN
10. Weine: 522 E, 7 km², 228 m ü. NN
11. Wewelsburg: 2.000 E, 26 km², 219 m ü. NN

Das Amt wurde durch das Sauerland/Paderborn-Gesetz zum 1. Januar 1975 aufgelöst. Alle Gemeinden wurden Stadtteile der vergrößerten Stadt Büren.

## Einwohnerentwicklung
| Jahr           | Einwohner | Quelle    |
| Amt Büren      | Amt Büren | Amt Büren |
| -------------- | --------- | --------- |
| 1818           | 06.139    | [ 10 ]    |
| 1843           | 07.976    | [ 10 ]    |
| 1871           | 07.620    | [ 10 ]    |
| Amt Büren-Land |           |           |
| 1910           | 06.133    | [ 11 ]    |
| 1939           | 06.924    | [ 12 ]    |
| 1950           | 10.435    | [ 13 ]    |
| 1961           | 09.870    | [ 13 ]    |
| 1970           | 11.020    | [ 13 ]    |

## Wappen
Blasonierung: Schild von silber und rot geteilt; oben ein Rautensparren, unten eine dreitürmige Burg in verwechselten Farben.
Der Rautensparren steht für die Edelherren von Büren, die Burg ist eine stilisierte Darstellung der Wewelsburg. Das Wappen wurde am 7. Januar 1936 verliehen.